# کوه هارتزل
کوه هارتزل (به انگلیسی: Mount Hartzell) یک کوه در کانادا است که در بریتیش کلمبیا واقع شده‌است. کوه هارتزل ۲٬۶۱۵ متر بالاتر از سطح دریا واقع شده‌است.